# Arquidiócesis de Salzburgo
La arquidiócesis de Salzburgo (en latín: Archidioecesis Salisburgensis y en alemán: Erzdiözese Salzburg) es una circunscripción eclesiástica de la Iglesia católica en Austria. Se trata de una arquidiócesis latina, sede metropolitana de la provincia eclesiástica de Salzburgo. Desde el 18 de noviembre de 2013 su arzobispo, primado de Germania y legato nato es Franz Lackner, de la Orden de Frailes Menores.

## Territorio y organización

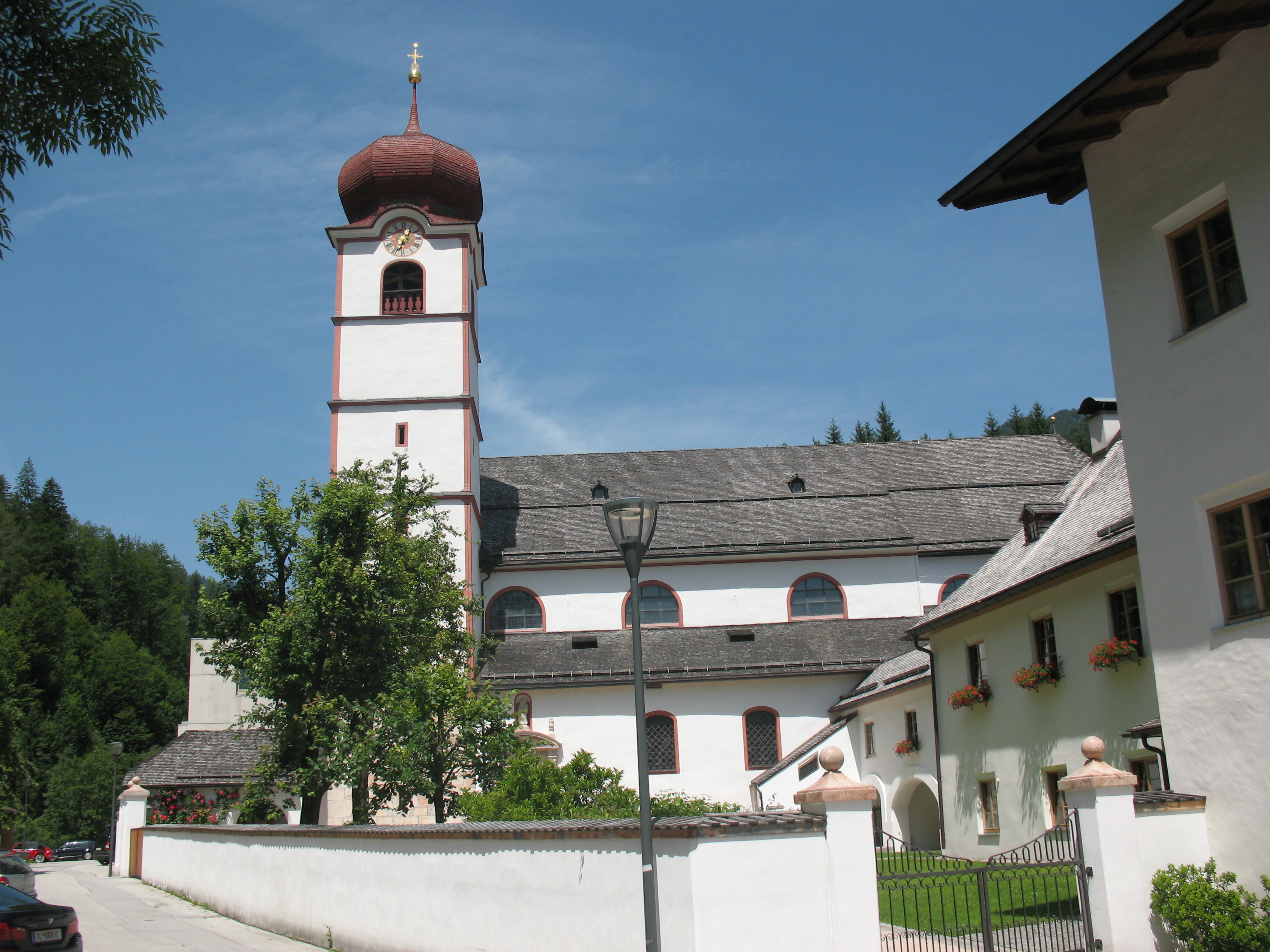
Basílica de Mariathal, Kramsach

La arquidiócesis tiene 9715 km² y extiende su jurisdicción sobre los fieles católicos de rito latino residentes en el estado de Salzburgo.
La sede de la arquidiócesis se encuentra en la ciudad de Salzburgo, en donde se halla la Catedral de los Santos Ruperto y Virgilio. En Salzburgo también se encuentran las antiguas catedrales de la Abadía de San Pedro y de la iglesia de Nuestra Señora de los Frailes Franciscanos. En la diócesis hay tres basílicas menores: la basílica de Mariathal en Kramsach, la basílica de la Asunción de la Santísima Virgen María en Mariapfarr y la basílica santuario de Maria Plain en Bergheim.
En 2020 en la arquidiócesis existían 210 parroquias agrupadas en 17 decanatos: Altenmarkt im Pongau, Bergheim, Brixen im Thale, Hallein, Köstendorf, Kufstein, Reith im Alpbachtal, Saalfelden am Steinernen Meer, Salzburgo, Sankt Georgen bei Salzburg, Sankt Johann im Pongau, Sankt Johann im Tirol, Stuhlfelden, Tamsweg, Taxenbach, Thalgau y Zell am Ziller.
La arquidiócesis tiene como sufragáneas a las diócesis de: Feldkirch, Graz-Seckau, Gurk e Innsbruck.
El arzobispo de Salzburgo goza históricamente del título de primado de Germania (Primas Germaniae). Este título, desprovisto de jurisdicción política, otorga al arzobispo una primacía de honor entre los obispos de los países de habla alemana. Goza también del título de legado nato, que le permite asumir el cargo de cardenal, incluso en Roma, a pesar de no haber sido nombrado cardenal. Por este motivo, los arzobispos de Salzburgo siempre llevan galero rojo y borlas en sus escudos.

## Historia

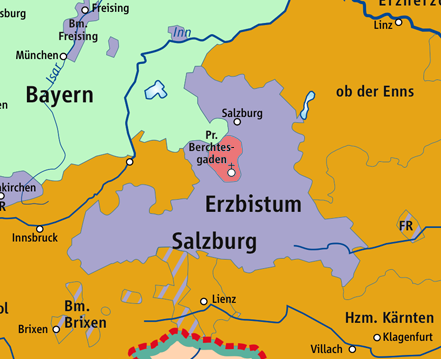
Mapa del Principado-arzobispado de Salzburgo en 1789

### Obispado abacial (sigloIV-c. 482)
Circa 450, la Vita Sancti Severini informa que en Salzburgo había dos iglesias y un monasterio. Poco se sabe sobre el primer obispado, y Máximo es el único abad-obispo cuyo nombre se conoce. Un discípulo de Severino informa que fue martirizado a su regreso de Nórico. Salzburgo fue destruida alrededor de 482, seis años después de que las legiones romanas abandonaran la región.

### Erección de la diócesis (c. 543/698-798)
Ruperto, obispo de Worms, llamado apóstol de Baviera y Carintia, volvió a la región y fundó una iglesia en Wallersee, encontrando las ruinas de Salzburgo. No está claro si llegó alrededor de 543, durante el reinado de Teodoro I de Baviera o más propiamente circa 698 cuando Baviera fue conquistada por los francos y estaba el duque Teodón II de Baviera.
A pesar de las dudas cronológicas, Ruperto es el primer obispo seguro de Salzburgo.
En cualquier caso, el cristianismo no se extendió por la región hasta el siglo VII. El monasterio de la catedral estaba dedicado san Pedro. La sobrina de Ruperto, Erentrudis fundó un monasterio de monjas en Nonnberg, todas del molde monástico irlandés según la regla benedictina blanca de San Columbano. Bajo Virgilio la diócesis de Salzburgo fue la matriz de la expansión del cristianismo gracias a la evangelización de los territorios vecinos, a partir de Carantania, impulsada por las numerosas misiones itinerantes de monjes irlandeses o de la escuela irlandesa.
Bonifacio de Maguncia completó la obra de Ruperto y de Virgilio, introduciendo la regla de San Benito y convirtiendo a Salzburgo en sufragánea de la arquidiócesis de Maguncia.

### Elevación a arquidiócesis (798-1060)
Arno se ganó el respeto del rey de los francos Carlomagno, quien le asignó en una misión los territorios entre el río Rin, el Raba y el Drava que recientemente habían sido conquistados por los ávaros. Se fundaron monasterios y poco a poco se cristianizó toda Carintia. Mientras Arno estaba en Roma en una misión en nombre de Carlomagno, en 798, el papa León III lo nombró arzobispo metropolitano de Baviera atribuyéndole las diócesis sufragáneas de Frisinga, Passau, Ratisbona y Sabiona. Con motivo de una disputa entre la arquidiócesis de Salzburgo y el patriarcado de Aquilea, Carlomagno decidió colocar el Drava como límite de las dos áreas.
El arzobispo Adalvino tuvo bastantes problemas cuando el rey Rastislavo de Moravia intentó liberar sus territorios de la influencia alemana. El papa Adriano II nombró a Metodio, arzobispo de Panonia y Moravia, y solo cuando el rey Rastislavo fue hecho prisionero por Luis el Germánico, Adalvino pudo protestar con razón por la violación de sus derechos. Metodio compareció ante el Sínodo de Salzburgo, donde fue condenado al exilio durante dos años y medio.

### Período de investidura (1060-1213)
Con Gregorio VII la Iglesia entró en una nueva era. El primer arzobispo de este período fue Gebeardo, quien permaneció del lado del papa durante la Querella de las investiduras. Gebeardo tuvo que sufrir nueve años de exilio y se le permitió regresar a Salzburgo solo unos años antes de su muerte, y fue enterrado en la abadía de Admont. En 1072 los arzobispos de Salzburgo obtuvieron el derecho de nombrar a sus obispos sufragáneos sin la confirmación del papa. Su sucesor Timo fue encarcelado durante cinco años y murió de muerte violenta en 1102. En la abdicación de Enrique IV, Conrado de Abensberg fue elegido arzobispo. Conrado vivió en el exilio hasta el concordato entre la Iglesia y el emperador en 1122, dedicándose entonces a mejorar la vida religiosa del episcopado.
El arzobispo volvió a ponerse del lado de la Iglesia en el conflicto entre el papa y el arzobispo Eberardo I de Hilpolstein-Biburg, promovido por los Hohenstaufen, pero su sucesor Conrado II se opuso al emperador y murió en 1168 en Admont, huyendo. Conrado III de Wittelsbach fue nombrado arzobispo de Salzburgo en 1177 para la Dieta de Venecia.

### Principado arzobispal (1213-1803)
El arzobispo Eberardo II de Truchsess fue creado príncipe del Imperio en 1213. Durante muchos siglos, la arquidiócesis de Salzburgo gozó de poder temporal, estableciéndose como un estado independiente: el Principado-arzobispado de Salzburgo.
Eberardo II creó tres nuevas diócesis con la aprobación del papa: la diócesis de Chiemsee (en 1216), la diócesis de Seckau (en 1218) y la diócesis de Lavant (en 1225). Eberardo fue excomulgado en 1245 tras negarse a firmar un documento de la Santa Sede que deponía al emperador, y murió al año siguiente. Durante el interregno alemán, Felipe de Carintia se negó a consagrar nuevos sacerdotes y fue depuesto por Ulrico de Seckau.
Mateo contrató a mineros de Sajonia que llevaron consigo la ideología y los escritos del protestantismo de Lutero y fue así como el luteranismo se extendió también a Salzburgo. El arzobispo Wolf Dietrich von Raitenau ordenó a los protestantes convertirse al catolicismo o abandonar el país. La catedral fue reconstruida y no tenía rival en los Alpes en términos de belleza y refinamiento.
El arzobispo Paride Lodron invitó a los jesuitas a Salzburgo con la intención de expulsar a los protestantes: 30 000 personas se vieron obligadas a abandonar el país y trasladarse a Wurtemberg, Hannover y Prusia Oriental y muchas emigraron a Georgia en los Estados Unidos de América. El último príncipe-obispo, Hieronymus von Colloredo, es conocido por ser el primer empleador de Mozart. Le preocupaba reformar la Iglesia y las escuelas, pero alejándose de la población.
El 28 de enero de 1785 la arquidiócesis cedió una parte de su territorio para la erección de la diócesis de Leoben por deseo del emperador José II del Sacro Imperio Romano Germánico. El papa Pío VI dio su consentimiento para la erección el 17 de marzo de 1786, pero posteriormente fue incorporada a la diócesis de Seckau.

### Era moderna (desde 1803)
En 1803 el Principado-arzobispado de Salzburgo fue secularizado como Electorado de Salzburgo, confiado formalmente al gran duque Fernando III de Habsburgo-Lorena del Gran Ducado de Toscana (hermano del emperador Francisco II), que había perdido temporalmente su trono. En 1805 Salzburgo pasó a Austria, y en 1809 a Baviera, que cerró la universidad, suprimió los conventos de novicias y prohibió las peregrinaciones y procesiones. El Congreso de Viena devolvió Salzburgo a Austria en 1814 y la vida eclesiástica fue normalizada una vez más por el arzobispo Augusto Giovanni Giuseppe Gruber.
En 1817, tras la supresión de la diócesis de Chiemsee, incorporó una parte de su territorio.
Tras el concordato entre la Santa Sede y Austria en 1934, los arzobispos de Salzburgo perdieron el derecho de nombrar a los obispos de las diócesis sufragáneas de su provincia eclesiástica.

## Estadísticas
De acuerdo al Anuario Pontificio 2021 la arquidiócesis tenía a fines de 2020 un total de 460 106 fieles bautizados.
| Año                                                                             | Población            | Población | Población      | Sacerdotes | Sacerdotes    | Sacerdotes    | Bautizados por sacerdote | Diáconos permanentes | Religiosos | Religiosos | Parroquias |
| Año                                                                             | Bautizados católicos | Total     | % de católicos | Total      | Clero secular | Clero regular | Bautizados por sacerdote | Diáconos permanentes | Varones    | Mujeres    | Parroquias |
| ------------------------------------------------------------------------------- | -------------------- | --------- | -------------- | ---------- | ------------- | ------------- | ------------------------ | -------------------- | ---------- | ---------- | ---------- |
| 1950                                                                            | 370 000              | 430 000   | 86.0           | 579        | 408           | 171           | 639                      |                      | 248        | 1305       | 199        |
| 1970                                                                            | 473 556              | 517 949   | 91.4           | 545        | 366           | 179           | 868                      |                      | 333        | 1072       | 204        |
| 1980                                                                            | 531 000              | 540 000   | 98.3           | 490        | 330           | 160           | 1083                     | 2                    | 244        | 913        | 206        |
| 1990                                                                            | 520 367              | 579 941   | 89.7           | 429        | 289           | 140           | 1212                     | 12                   | 243        | 717        | 206        |
| 1999                                                                            | 250 161              | 643 706   | 38.9           | 349        | 252           | 97            | 716                      | 29                   | 206        | 499        | 207        |
| 2000                                                                            | 518 341              | 676 701   | 76.6           | 342        | 251           | 91            | 1515                     | 32                   | 184        | 489        | 207        |
| 2001                                                                            | 516 767              | 677 000   | 76.3           | 344        | 252           | 92            | 1502                     | 32                   | 188        | 478        | 210        |
| 2002                                                                            | 520 456              | 682 826   | 76.2           | 340        | 249           | 91            | 1530                     | 30                   | 179        | 451        | 205        |
| 2003                                                                            | 514 019              | 682 826   | 75.3           | 328        | 240           | 88            | 1567                     | 33                   | 170        | 436        | 208        |
| 2004                                                                            | 513 126              | 682 826   | 75.1           | 316        | 234           | 82            | 1623                     | 37                   | 155        | 418        | 208        |
| 2010                                                                            | 497 378              | 708 847   | 70.2           | 297        | 213           | 84            | 1674                     | 38                   | 155        | 369        | 210        |
| 2014                                                                            | 479 781              | 715 280   | 67.1           | 288        | 207           | 81            | 1665                     | 42                   | 149        | 346        | 210        |
| 2017                                                                            | 470 141              | 735 135   | 64.0           | 282        | 195           | 87            | 1667                     | 55                   | 130        | 290        | 210        |
| 2020                                                                            | 460 106              | 746 515   | 61.6           | 293        | 196           | 97            | 1570                     | 54                   | 143        | 262        | 210        |
| Fuente: Catholic-Hierarchy, que a su vez toma los datos del Anuario Pontificio. |                      |           |                |            |               |               |                          |                      |            |            |            |

## Episcopologio

### Abades-obispos de Juvavum
- San Massimo † (?-476 falleció)
  - Sede abandonada después de 482 circa

### Obispos de Salzburgo
- San Ruperto † (circa 698-circa 718 falleció)
- San Vitale † (circa 560-circa 570,[5] o circa 718-circa 728 falleció)
- Erkenfrido †[5]
- Ansologo † (circa 600)[5]
- Ottocaro †[5]
- Savolo †[5]
- Ezzio †[5]
- Flobrigido † (?-12 de febrero de 739 falleció)[5]
- San Giovanni † (739-10 de junio de 745 falleció)
- San Virgilio † (745-27 de noviembre de 784 falleció)

### Arzobispos de Salzburgo
- Arno † (785-24 de enero de 821 falleció)
- Adalramo † (5 de junio de 821-4 de enero de 836 falleció)
- Liupram † (29 de enero de 836-30 de septiembre o 14 de octubre de 859 falleció)
- Adalwin † (859-14 de mayo de 873 falleció)
- Adalberto I † (873-6 de abril de 874 falleció)
- Theotmar † (13 de septiembre de 874-28 de junio de 907 falleció)
- Pilgrim I † (907-8 de octubre de 923 falleció)
- Adalberto II † (923-14 de noviembre de 935 falleció)
- Egilolf † (935-22 de agosto de 939 falleció)
- Herold † (939-958 renunció)
- Friedrich I † (958-1 de mayo de 991 falleció)
- Hartwig † (8 de noviembre de 991-5 de diciembre de 1023 falleció)
- Gunther de Meißen † (6 de enero de 1024-1 de noviembre de 1025 falleció)
- Dietmar II † (21 de diciembre de 1025-28 de julio de 1041 falleció)
- Baldwin † (25 de octubre de 1041-8 de abril de 1060 falleció)
- Gebeardo † (30 de julio de 1060-15 de junio de 1088 falleció)
- Timo † (25 de marzo de 1090-28 de septiembre de 1101 falleció)
- Conrado de Abensberg † (7 de enero de 1106-9 de abril de 1147 falleció)
- Sant'Everardo de Hilpolstein-Biburg † (25 de abril de 1147-22 de junio de 1164 falleció)
- Conrado de Babenberg † (29 de junio de 1164-28 de septiembre de 1168 falleció)
- Adalberto de Bohemia † (1 de noviembre de 1168-9 de agosto de 1177 depuesto)
- Conrado de Wittelsbach † (9 de agosto de 1177-noviembre de 1183 nombrado obispo de Maguncia)
- Adalberto de Bohemia † (19 de noviembre de 1183-8 de abril de 1200 falleció) (por segunda vez)
- Eberardo de Truchsees † (20 de abril de 1200-1 de diciembre de 1246 falleció)
- Bernardo (Burcardo) de Ziegenhain † (25 de febrero de 1247-1247 falleció)
- Filippo de Carinzia † (12 de octubre de 1247-1256 depuesto)
- Ulrico de Sekau † (19 de septiembre de 1257]]-1265 renunció)
- Ladislao de Slesia-Liegnitz † (10 de noviembre de 1265-27 de abril de 1270 falleció)
- Federico de Walchen † (7 de mayo de 1273-7 de abril de 1284 falleció)
- Rodolfo de Hoheneck † (1 de diciembre de 1284-3 de agosto de 1290 falleció)
- Conrado de Fohnsdorf (anche de Breitenfurt) † (11 de febrero de 1291-25 de marzo de 1312 falleció)
- Weichardo de Pollheim † (27 de agosto de 1312-6 de octubre de 1315 falleció)
- Federico de Liebnitz † (25 de noviembre de 1316-7 de abril de 1338 falleció)
- Enrico Pyrnbrunner † (31 de agosto de 1338-29 de julio de 1343 falleció)
- Ordolfo de Wiesseneck † (29 de octubre de 1343-12 de agosto de 1365 falleció)
- Pellegrino de Pucheim † (7 de enero de 1366-5 de abril de 1396 falleció)
- Gregorio Schenk de Osterwitz † (5 de junio de 1396-10 de mayo de 1403 falleció)
  - Berthold von Wehingen † (6 de febrero de 1404-? renunció) (obispo electo)
- Eberardo de Neuhaus † (13 de enero de 1406-18 de enero de 1427 falleció)
- Eberardo de Starhemberg † (11 de abril de 1427-9 de febrero de 1429 falleció)
- Johann von Reisberg † (22 de abril de 1429-30 de septiembre de 1441 falleció)
- Friedrich Truchseß von Emmerberg † (30 de septiembre de 1441-4 de abril de 1452 falleció)
- Sigmund von Volkersdorf † (9 de junio de 1452-3 de noviembre de 1461 falleció)
- Burkhard von Weißpriach † (23 de enero de 1462-16 de febrero de 1466 falleció)
- Bernhard von Rohr † (21 de abril de 1466-20 de diciembre de 1484 renunció)
- Johann Beckenschlager † (20 de diciembre de 1484-15 de diciembre de 1489 falleció)
- Friedrich von Schaumberg † (3 de marzo de 1490-4 de octubre de 1494 falleció)
- Sigmund von Hollenegg † (15 de diciembre de 1494-3 de julio de 1495 falleció)
- Leonhard von Keutschach, C.R.S.A. † (13 de noviembre de 1495-3 de junio de 1519 falleció)
- Matthäus Lang von Wellenburg † (8 de junio de 1519 por sucesión-20 de marzo de 1540 falleció)
  - Ernesto de Baviera † (21 de mayo de 1540-16 de julio de 1554 renunció) (administrador apostólico)
- Michael von Kuenburg † (29 de octubre de 1554-17 de noviembre de 1560 falleció)
- Johann Jakob von Kuen-Belasy † (15 de enero de 1561-4 de mayo de 1586 falleció)
- Georg von Kuenburg † (4 de mayo de 1586 por sucesión-25 de enero de 1587 falleció)
- Wolf Dietrich von Raitenau † (20 de abril de 1587-7 de marzo de 1612 renunció)
- Markus Sittikus von Hohenems † (18 de junio de 1612-9 de octubre de 1619 falleció)
- Paride Lodron † (3 de marzo de 1621-15 de diciembre de 1653 falleció)
- Guidobaldo Thun † (4 de mayo de 1654-1 de junio de 1668 falleció)[6]
- Maximilian Gandolph von Künburg † (12 de noviembre de 1668-3 de mayo de 1687 falleció)
- Johann Ernst von Thun † (24 de noviembre de 1687-20 de abril de 1709 falleció)
- Franz Anton von Harrach zu Rorau † (20 de abril de 1709 por sucesión-19 de julio de 1727 falleció)
- Leopold Anton Eleutherius von Firmian † (22 de diciembre de 1727-22 de octubre de 1744 falleció)
- Jakob Ernst von Liechtenstein-Kastelkorn † (13 de septiembre de 1745-12 de junio de 1747 falleció)
- Andreas Jakob von Dietrichstein † (5 de mayo de 1749-5 de enero de 1753 falleció)
- Sigmund von Schrattenbach † (26 de septiembre de 1753-16 de diciembre de 1771 falleció)
- Hieronymus Joseph Franz de Paula Colloredo von Wallsee und Mels † (22 de junio de 1772-20 de mayo de 1812 falleció)
  - Sigmund Christoph von Zeil und Trauchburg † (20 de mayo de 1812-7 de noviembre de 1814 falleció) (administrador apostólico)
  - Leopold Maximilian von Firmian † (18 de agosto de 1818[7] -19 de abril de 1822 nombrado arzobispo de Viena) (administrador apostólico)
- Augustin Johann Joseph Gruber † (17 de noviembre de 1823-28 de junio de 1835 falleció)
- Friedrich Johann Joseph Cölestin Fürst zu von Schwarzenberg † (1 de febrero de 1836-20 de mayo de 1850 nombrado arzobispo de Praga)

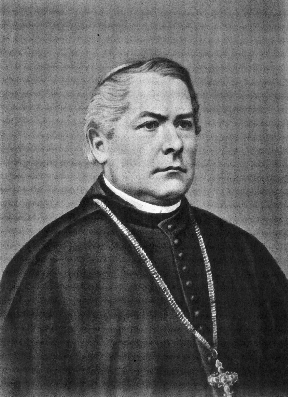
Arzobispo Maximilian Joseph von Tarnóczy

- Maximilian Joseph von Tarnóczy † (17 de febrero de 1851-4 de abril de 1876 falleció)
- Franz de Paula Albert Eder, O.S.B. † (29 de septiembre de 1876-10 de abril de 1890 falleció)
- Johann Evangelist Haller † (26 de junio de 1890-5 de mayo de 1900 falleció)
- Johannes Baptist Katschthaler † (17 de diciembre de 1900-27 de febrero de 1914 falleció)
- Balthasar Kaltner † (25 de mayo de 1914-8 de julio de 1918 falleció)
- Ignaz Rieder † (7 de octubre de 1918-8 de octubre de 1934 falleció)
- Sigismund Waitz † (17 de diciembre de 1934-30 de octubre de 1941 falleció)
- Andreas Rohracher † (1 de mayo de 1943-30 de junio de 1969 retirado[8])
- Eduard Macheiner † (18 de octubre de 1969-17 de julio de 1972 falleció)
- Karl Berg † (9 de enero de 1973-5 de septiembre de 1988 retirado)
- Georg Eder † (17 de enero de 1989-23 de noviembre de 2002 renunció)
- Alois Kothgasser, S.D.B. † (27 de noviembre de 2002-4 de noviembre de 2013 retirado)
- Franz Lackner, O.F.M., desde el 18 de noviembre de 2013